# Erich Gropengießer
Erich Gropengießer (* 17. Dezember 1924 in Mannheim; † 11. April 2003 ebenda) war ein deutscher Prähistorischer Archäologe.

## Leben
Erich Gropengießer, Sohn des Lehrers und Prähistorikers Hermann Gropengießer (1879–1946), besuchte das Karl-Friedrich-Gymnasium in Mannheim. Nach dem Abitur studierte er Ur- und Frühgeschichte an der Universität Heidelberg und wurde dort 1957 bei Ernst Wahle promoviert. Von 1956 bis 1961 war er Assistent am Staatlichen Amt für Ur- und Frühgeschichte in Freiburg i. Br. Ab 1961 war er Assistent am Reiß-Museum in Mannheim, von 1974 bis zu seinem Ruhestand Ende 1990 war er Direktor des Museums. An der Universität Mannheim war er Honorarprofessor für Ur- und Frühgeschichte. 1990 erhielt er das Bundesverdienstkreuz am Bande.

## Schriften (Auswahl)
- Die Spätlatènezeit im unteren Neckarland und die Suebi Nicretes. Dissertation Universität Heidelberg 1957.
- Römische Steindenkmäler (= Bildhefte des Städtischen Reiss-Museums, Mannheim. Archäologische Sammlungen 1). Mannheim 1975.
- Die Neckarsueben. In: Beiträge zum Verständnis der Germania des Tacitus Teil 2. Vandenhoeck & Ruprecht, Göttingen 1992, S. 91–123.